# Johannes Eccard
Johannes Eccard (Mülhausen, Landgraviato de Turingia, 1553 - Berlín, Brandeburgo, 1611) fue un compositor y maestro de capilla alemán. Fue uno de los primeros directores de la Staatsoper Unter den Linden berlinesa.

## Biografía
A los dieciocho años se trasladó a Múnich, donde fue alumno de Orlando di Lasso. Se dice que junto a éste visitó París, pero en 1574 regresó de nuevo a Mühlhausen, donde residió durante cuatro años y junto con Johann von Burgk editó una colección de canciones sacras llamada Crepundia sacra Helmboldi (1577). Poco después fue nombrado músico de la casa del banquero de Augsburgo Jacob Fugger.
En 1583 fue nombrado director asistente de Jorge Federico, margrave Brandeburgo-Ansbach, administrador del ducado de Prusia, en Königsberg, y en 1599 llegó a ser director. En 1608 fue llamado por Joaquín Federico I de Brandeburgo como director de orquesta en Berlín, cargo que desempeñó sólo durante tres años, debido a su muerte en Königsberg en 1611.

## Obra
Las obras compuestas por Eccard son exclusivamente composiciones vocales, tales como canciones, cantatas y corales sacras para cuatro o cinco y, a veces, para siete, ocho o incluso nueve voces. Sus obras están impregnadas de un verdadero sentimiento religioso. Su composición de las palabras de Martín Lutero: Ein feste Burg ist unser Gott (Castillo fuerte es nuestro Dios) es todavía considerada por los alemanes como representante de su himno nacional.
Eccard y su escuela están inseparablemente relacionados con la historia de la Reforma Protestante. De los himnos de Eccard existen un gran número de colecciones. como las publicadas en Der Evangelische Kirchengesang (1843) por el barón Karl Georg August Vivigens von Winterfeld.

### Selección de obras
- Nun schürz dich, Gretlein, schürz dich.
- Übers Gebirg Maria geht.
- Cristo ist erstanden.
- Es rühmt die Heilige Schrift (1591).
- Nachdem die Sonn beschlossen (1600).